# شارلوته جاكسون
شارلوته جاكسون (بالإنجليزية: Charlotte Jackson)‏ هي مقدمة تلفزيونية وصحفية ومذيعة ومغنية وعارضة بريطانية، ولدت في 29 يونيو 1978 في بورتسموث في المملكة المتحدة.

## وصلات خارجية
- شارلوته جاكسون على موقع IMDb (الإنجليزية)